# 平陌镇
平陌镇，是中华人民共和国河南省郑州市新密市下辖的一个乡镇级行政单位。

## 行政区划
平陌镇下辖以下地区：
平陌村、界河村、香山村、葛沟村、簸箕掌村、杨台村、杨里沟村、白龙庙村、刘沟村、禹寨村、龙泉村、刘门村、大坡村、耿堂村、龙岗村、虎岭村、牛岭村、扎子沟村、崔沟村和马家门村。